# کینوکاوا، واکایاما
کینوکاوا در استان واکایاما در کشور ژاپن واقع شده‌است  که دارای جمعیت ۶۷٬۱۹۲ نفر و مساحت ۲۲۸٫۲۴ کیلومتر مربع با تراکم جمعیت ۲۹۴  نفر در کیلومترمربع است و در تاریخ ۷ نوامبر ۲۰۰۵ به عنوان شهر شناخته شد.